# Колхоба
Колхоба (груз. კოლხობა; лаз. კოლხობა/Ǩolxoba) — ежегодный фестиваль, который проводится в конце августа или начале сентября в юго-западной части Аджарии, автономной республике Грузии. Имея свои корни в древних фольклорных традициях, современное празднование фестиваля уходит корнями в 1978 год, когда советские власти поощряли национализм среди лазов. Хотя происхождение Колхобы непосредственно связано с древними лазскими традициями, современный праздник теперь почти исключительно связан с мифом об Аргонавтах. Несмотря на то, что публичные фестивали организуются правительством Аджарии, критики отмечают, что в последние годы празднование утратило свою первоначальную ориентацию на лазский фольклор.

## Предыстория

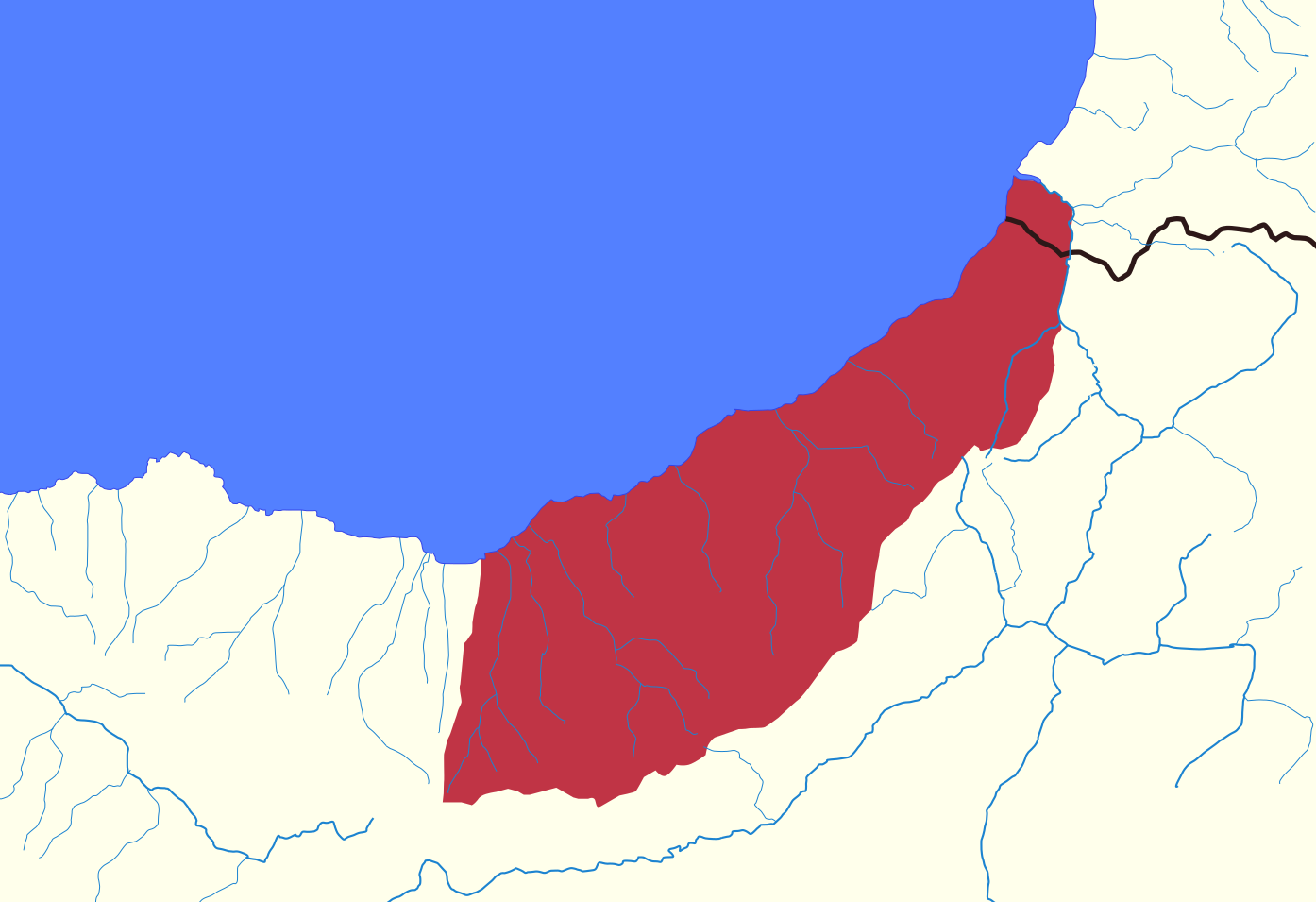
Карта Лазети (Лазистан), охватывающая территории Грузии и Турции.

Фестиваль Колхоба своими корнями уходит в историческое празднование, проводившееся в Лазети, регионе на западе Грузии, соответствующем древнему Колхидскому царству. Этимологически название Колхоба образовано от корня «колх-» (груз. კოლხ-), указывающего на грузинское название Колхиды («Колхети» груз. კოლხეთი), и суффикса «-оба», который служит признаком ссылки (аналогично английскому суффиксу «-ness»). Древнее празднование было связано с фольклорными верованиями, связанными с морем, а именно «бахури» (иногда известным как «черели»), время в середине лета, традиционно считавшееся окончанием ежегодного купального сезона, так как считалось, что в это время встреча пресной и солёной воды делала воду более опасной. Эти верования были зафиксированы в исторических лазских деревнях вдоль побережья Чёрного моря, как в Грузии, так и в Турции.
По данным этнолога XIX века Николая Марра, основные празднества Колхобы проводились с средневековья 7 августа на побережье Сарпи (современная Грузия) до Хопы (Турция) и включали в себя собрания местных жителей на берегу и купание. По данным исследователя лазской культуры Исмаила Буджаклиши, местные жители турецкой деревни Фындыклы (главным образом населённой лазами) по сей день отмечают «бахури», купаясь в первый день осени перед восходом солнца.
Неясно, когда и почему исчезли первоначальные празднества Колхобы, но причины могут включать в себя постепенное опустошение региона с XVII века и усиление влияния суннитского ислама, поскольку Лазети стала Османской окраиной, находившейся в постоянной войне с христианским царством Имерети.

## Празднование

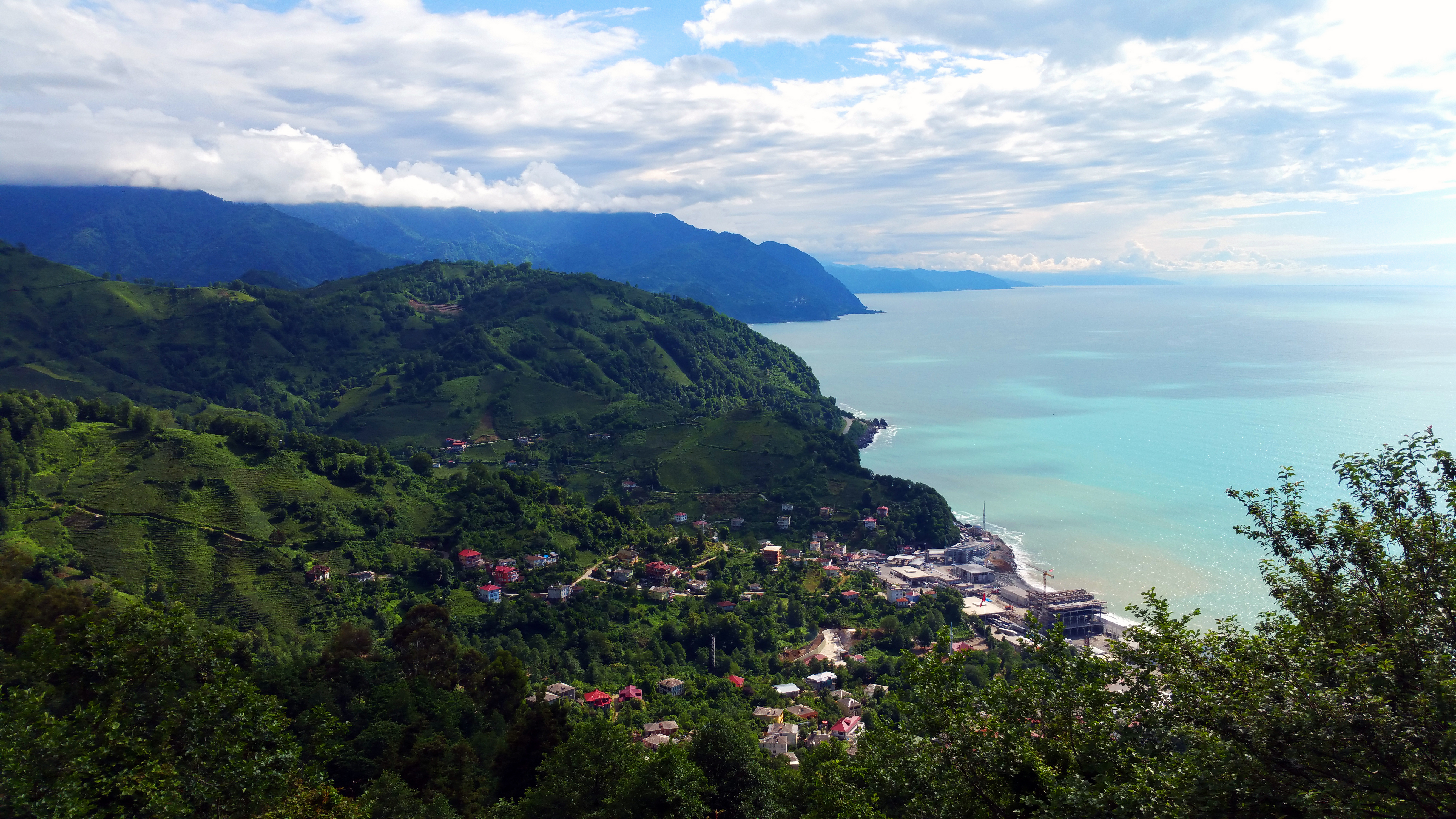
Вид над Сарпи.

Современное празднование Колхобы уходит корнями в 1978 год, когда лазское сообщество, проживавшее в Аджарии, на тот момент автономной республике Советской Грузии, потребовало установить национальный праздник. Несмотря на то, что Советский Союз был против возрастания грузинского национализма, давать голос лазскому этническому национализму считалось стратегическим решением, поощряющим потенциальный сепаратизм среди лазских общин Турции, страны-члена НАТО. 7 августа 1978 года была проведена первая Колхоба с финансированием сарпского колхоза под названием «Кваомзахоба» (груз. ქვაომზახობა), а 19 августа был объявлен Национальным Днём Лазского Народа. Празднование 1978 года было значительно поддержано советским руководством, как видно по многочисленным гостям из разных регионов Советского Союза и стран Варшавского договора и медийному покрытию события.
В 1979 году празднику было официально дано название «Колхоба». Его учреждение рассматривается как одно из наиболее значимых событий в истории местности Сарпи и вызвало большой интерес со стороны грузинской интеллигенции. В 1990 году поэт Яша Тандилава, сам родом из Сарпи, посвятил празднованию стихотворение:

კოლხობა! კოლხთა ულევ ქველობით,
სარფის ფერდობზე ოქრო იღვრება
თავებს მიწამდე გიხრით, ძველებო,
ამდენ სიხარულს რა გაეძლება.

Колхоба! С бескрайней добротой Колхов,
Золото текущее по склону Сарпи
Мы склоняем головы до земли, о старики,
Как можно нам сохранить такое счастье
Колхобу праздновали каждый год до распада Советского Союза в 1991 году. В 1990-х годах, когда Грузия переживала гражданские беспорядки и серьёзный экономический кризис, праздник перестал отмечаться. Однако власти восстановили празднование 19 августа 2000 года под руководством тогдашнего местного лидера Аслана Абашидзе, который стремился ко всё более автономному курсу, отдаляясь от центрального правительства Грузии. С тех пор организаторами праздника стали Министерство культуры Аджарии и Хелвачаурский муниципалитет, хотя в разное время на празднование обращали внимание национальные фигуры, включая Католикос-патриарха Грузии Илья II, который присутствовал на праздновании в 2011 году.
Хотя основное место проведения фестиваля находилось в Сарпи, аджарские власти недавно пытались перенести его в Гонио, где находятся руины крепости римской эпохи. И хотя лазский фольклор традиционно играл важную роль в празднике, Колхоба теперь стала памятником древней истории Колхиды, с особым акцентом на мифическую фигуру Ээт и миф об Аргонавтах. В последние годы также сообщались фольклорные события на турецкой стороне Лазети. В 2017 году Турецкий Лазский институт сообщал:

Колхоба, начавшаяся как скромное и гражданское празднование, теперь стала 'фестивалем', включающим в себя концерты, полностью лишённым своей первоначальной цели, превратившимся в пропагандистскую площадку, под контролем официальных институтов.
Официальная дата празднования Колхобы не установлена местными властями, и празднование проводится в конце августа или начале сентября, и, в редких случаях, в октябре. Отсутствие официальной даты критиковали лазские группы как способ сохранить все празднования под тесным контролем аджарского правительства, особенно учитывая, что мероприятия редко объявляются более чем за неделю до начала.

## Обычаи
На фестивале 1978 года проходили события по всему юго-западному региону Аджарии, включая открытие пятиметровой картины, символизирующей лазский фольклор в Квариати, парады молодых людей, одетых в древнюю военную одежду лазов, на дороге к Сарпи, концерты грузинских и лазских народных ансамблей, а также выставки, организованные молодёжными группами, посвящённые лазской культуре, проводившиеся в нескольких деревнях. Эти события завершались большими празднествами с лазскими тостами и повторялись на протяжении всей советской эпохи.

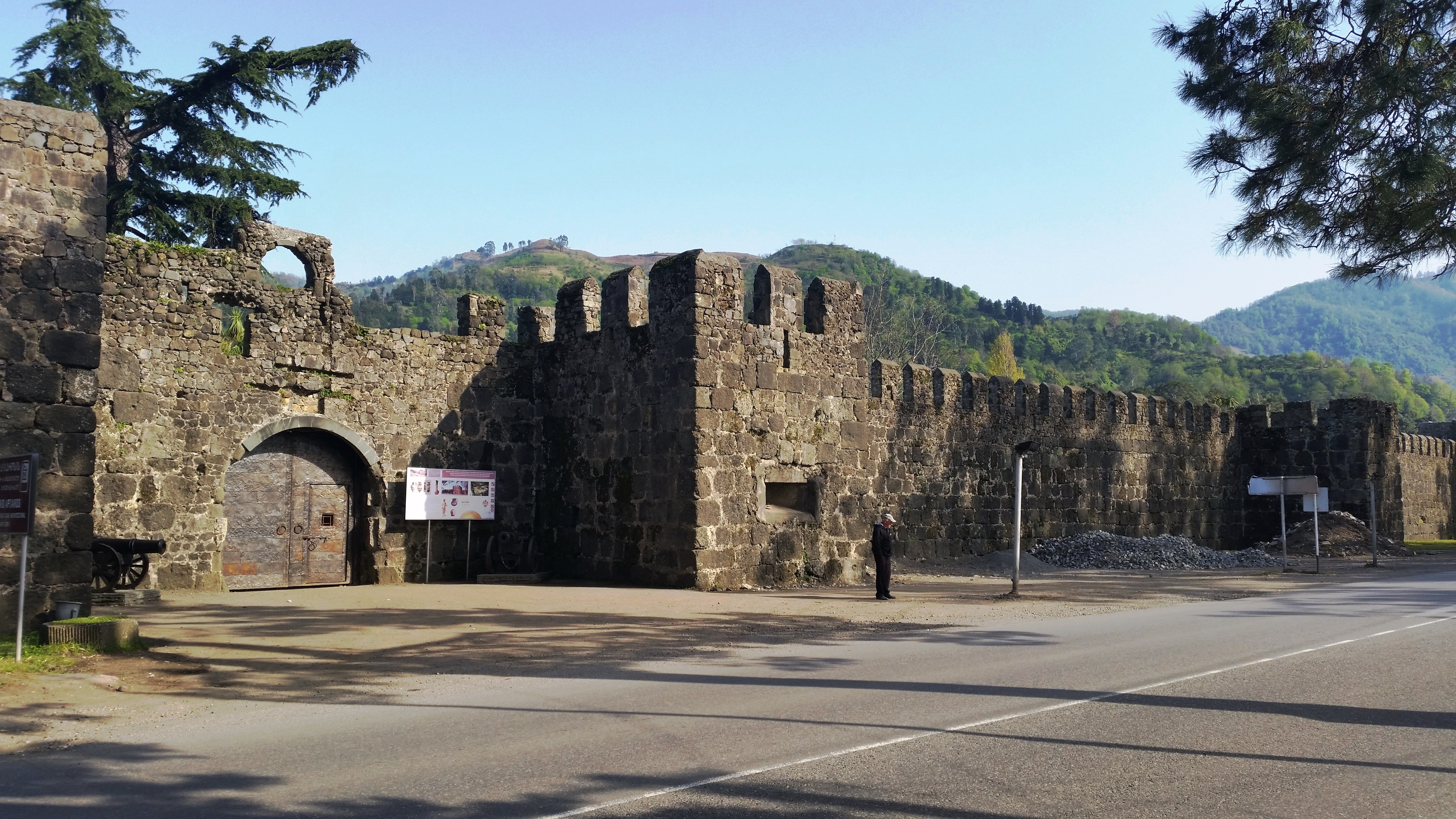
Руины крепости Гонио

Постепенно миф об аргонавтах стал играть всё более важную роль в праздновании Колхобы. Уже в 1978 году в Сарпи состоялась реконструкция битвы между аргонавтами и войсками Колхиды, в то время как театральные представления по мифу, проводимые в крепости Гонио, стали ежегодной частью праздника в последние годы. Иногда выставки по истории Колхиды и отношениям региона с Древней Грецией и Римской империей становились центральными частями празднования. Хотя миф о царе Ээте является важной частью истории Колхиды, историки связывают эту фигуру больше с городом Кутаиси, чем с Аджарией.
В последние годы на фестивале Колхобы также проводились концерты и специальные мероприятия в Лазском этнографическом музее в Сарпи. Парадоксально, выставки по истории праздника стали центральной частью самого праздника. В 2015 году Батумский государственный университет отмечал, что «местные жители считают, что празднование потеряло свою оригинальность и стало слишком формальным»), и предлагал децентрализовать организацию Колхобы и оставить её только в руках города Сарпи.